# Anís de la Asturiana
Anís de la Asturiana es una marca registrada de anís de origen español, perteneciente a Hijos de Francisco Serrano S.A., empresa fundada en 1895 por Francisco Serrano López-Brea, en la ciudad de Oviedo, Asturias.

## Historia de la empresa
Francisco Serrano López-Brea, natural de la toledana localidad de Quintanar de la Orden, se instaló junto a su familia en la ciudad de Oviedo, en 1894. Durante su primer año, establece en la conocida calle del Rosal una tienda de ultramarinos, y es en el sótano de su tienda, cuando un año más tarde, en 1895, elabora su querido Anís de la Asturiana. 
De la calle del Rosal se mueve a La Corredoria donde levanta la primera destilería de la compañía y posteriormente se muda a la calle Cervantes, también en Oviedo.
Unos años más tarde, debido principalmente a la calidad de las infraestructuras en la Asturias de los siglos XIX y XX, y en pos de aumentar su negocio, deciden ampliar la capacidad de producción de la compañía con una segunda destilería fuera de Asturias, en Quintanar de la Orden, donde el fundador disponía de terreno. Una nueva fábrica que por su situación, a tan sólo 120 kilómetros de Madrid, abría un importante mercado potencial. Es entonces, en 1916, cuando abre las puertas la actual destilería y fábrica de Anís de la Asturiana.
Durante esta primera década del siglo XX, se van incorporando sus hijos Félix Serrano Serrano (1910) y Manuel Serrano Serrano (1914), quienes posteriormente sucederían al fundador. Su hijo Félix asumiría la gerencia de la empresa y su hermano Manuel se responsabilizaría de la destilación y fabricación en fábrica.
En los años 20, la empresa sería de las pioneras en materia de publicidad, siendo una de las primeras marcas en utilizar los autobuses urbanos para publicitarse.
En la década de 1940, la tercera generación de la familia Serrano fue incorporándose al negocio, siendo Félix Serrano González-Solares, Licenciado en Ciencias Químicas por la Universidad de Oviedo, el que al final sucedería a su padre, Félix, al frente del negocio. 
Actualmente, el presidente de la compañía es Félix Serrano González-Gallarza, Licenciado en Economía y Administración y Dirección de Empresas por la Universidad de Deusto y bisnieto del fundador.